# Gemäldegalerie (Berlin)
A berlini Gemäldegalerie a német főváros egyik legnagyobb képzőművészeti gyűjteménye, a Berlini Állami Múzeumok (Staatliche Museen zu Berlin, SMB) részegysége. Mai épülete 1998-ban készült el Berlin-Tiergarten városrészben a Kulturforum Berlin nevű nagyszabású épületegyüttes keretében. Az intézményt 1830-ban alapították. Gyűjteménye 200 éves ambiciózus gyűjtői tevékenység gyümölcse.
A Gemäldegalerie a régi európai mesterek festményeit gyűjti a 13.-tól a 18. századig. A gyűjteményben megtalálhatók Albrecht Dürer, Lucas Cranach, Hans Holbein, Rogier van der Weyden, Jan van Eyck, Raffael, Sandro Botticelli, Tizian, Caravaggio, Peter Paul Rubens, Rembrandt és Jan Vermeer művei is.
A galériában 72 teremben mintegy két kilométeres utat tehetnek meg a látogatók körülbelül ezer egyszerre kiállított kép előtt. A Gemäldegalerie látogatóinak száma 2019-ben elérte a 310 000-et.

## Épülete
A berlini képtár 1998. június 12. óta egy erre a célra emelt múzeumépületben épületben működik a Kulturforum Berlin részeként. Az épületet Hilmer & Sattler és Albrecht építészek építették. Csaknem téglalap alaprajzú. A külső homlokzatok szorosan egymáshoz illesztett terrakotta panelekből állnak, amelyeket egy magas rusztikus alapra emeltek, és így az olasz reneszánszra és a porosz klasszicizmusra egyaránt emlékeztető optikai képet közvetítenek. Az épület magja egy kétsoros, lapos mennyezetű, oszlopsorral és 32 átlátszó üvegkupolával kialakított előcsarnok, amelynek közepén Walter De Maria amerikai szobrász szökőkút-installációja áll. A tulajdonképpeni kiállítótermek, 18 terem és 41 kabinet, két szinten, patkó alakban helyezkednek el a csarnok körül, és nappali fény (tetőablak) világítja meg őket. Körülbelül 7000 négyzetméteres kiállítási területet fednek le, és körülbelül 900 festménynek adnak helyet egy két kilométeres körpályán, körülbelül 1800 lineáris méter függőterülettel. Körülbelül 400 további kép látható az épület alagsorában található tizenkét szobás „tanulmányi galériában”.
Az új épületre kiírt pályázat 1986-ra nyúlik vissza. Eredetileg csak a Berlin-Dahlemben őrzött képek elhelyezésére szolgált volna. A Múzeum-sziget képtárával 1991-ben történt egyesülés után azonban egyértelművé vált, hogy a tervezett új épület túl kicsi ahhoz, hogy a megduplázódott képállományt megfelelően ki lehessen állítani. Azonban a két gyűjtemény a lehető leggyorsabb összevonása, az időigényes és költséges új tervezés elkerülése, és a már jóváhagyott építési források megőrzése érdekében a galéria az eredetileg tervezett formában készült el. A bemutató terület bővítése céljából az eredetileg a pincében helyet kapó restaurátorműhelyeket kihelyezték.

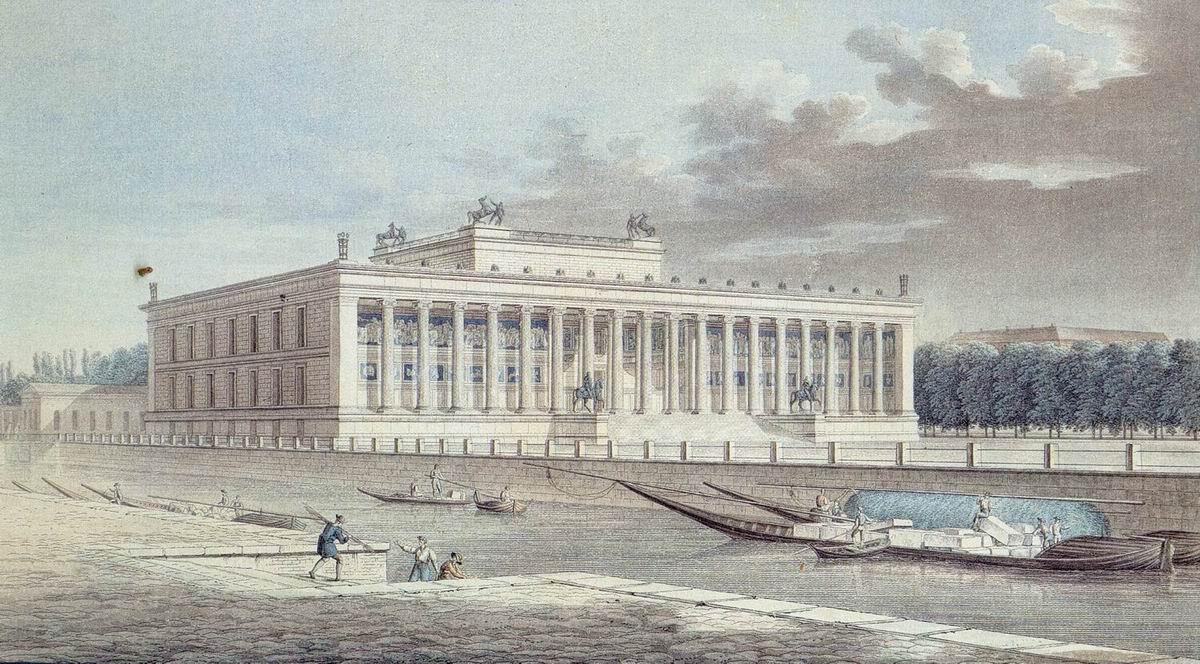
A Gemäldegalerie első épülete 1930 körül (ma ez az Altes Museum)
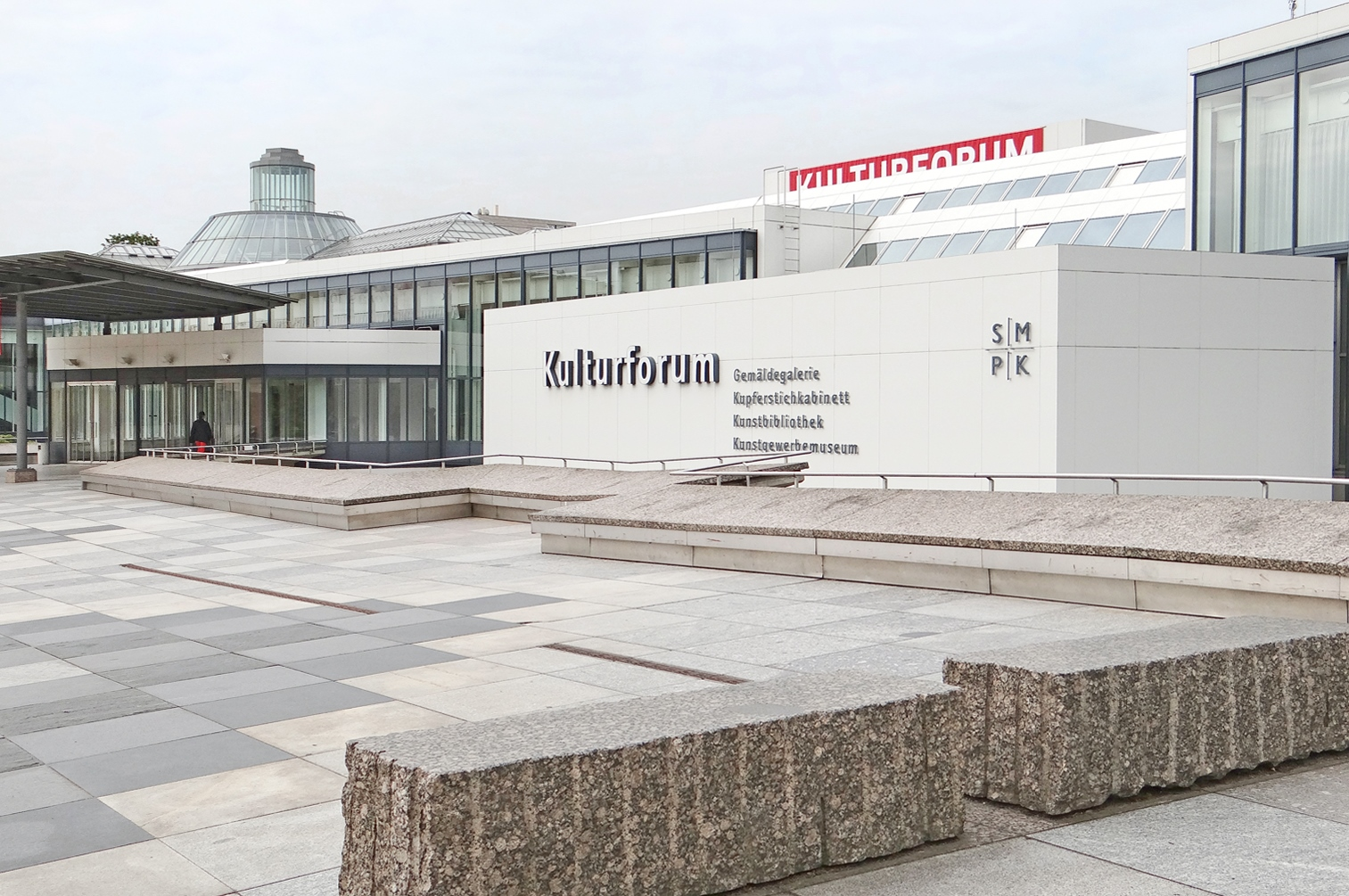
A mai épület bejárata
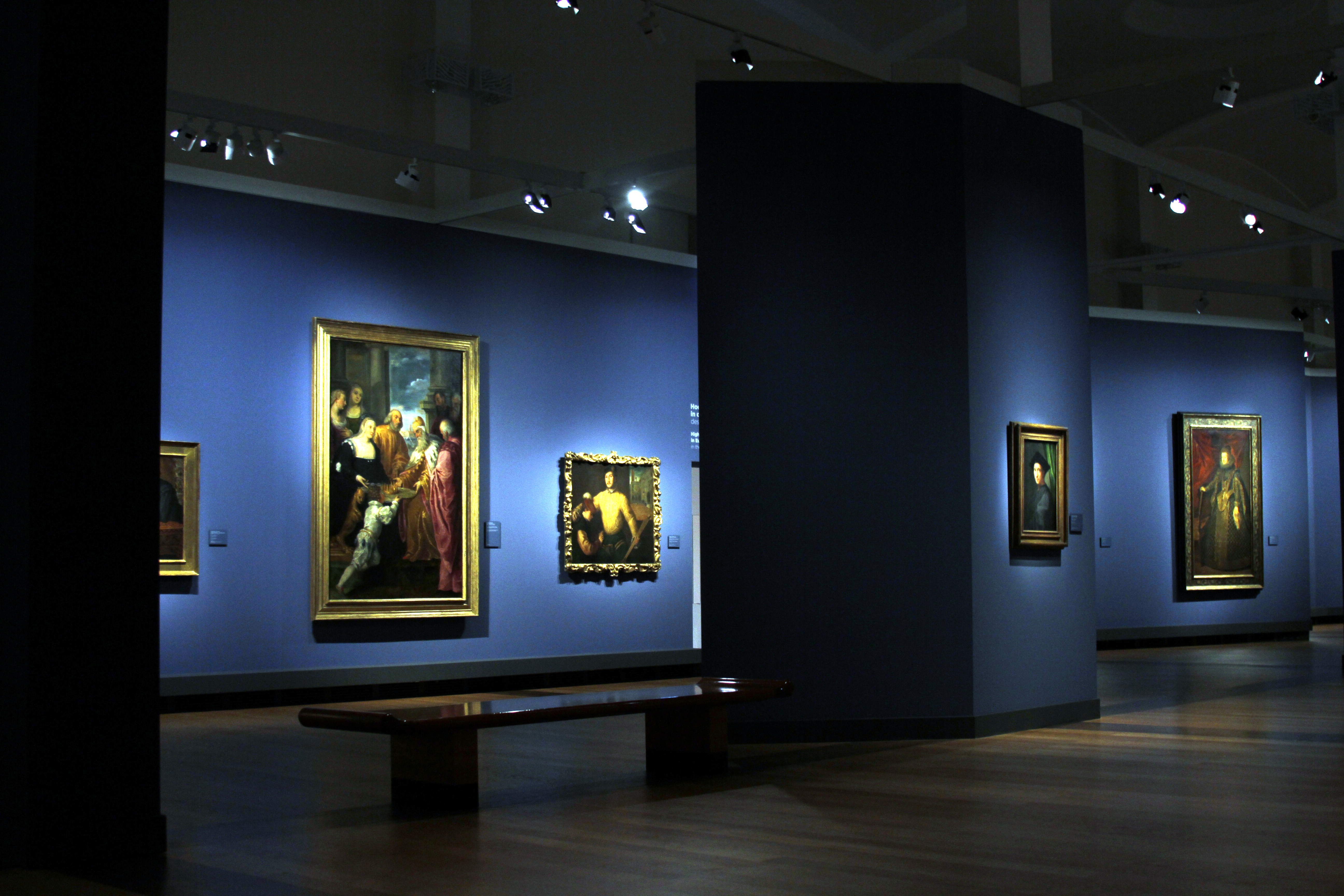
Esti fényben

## Története

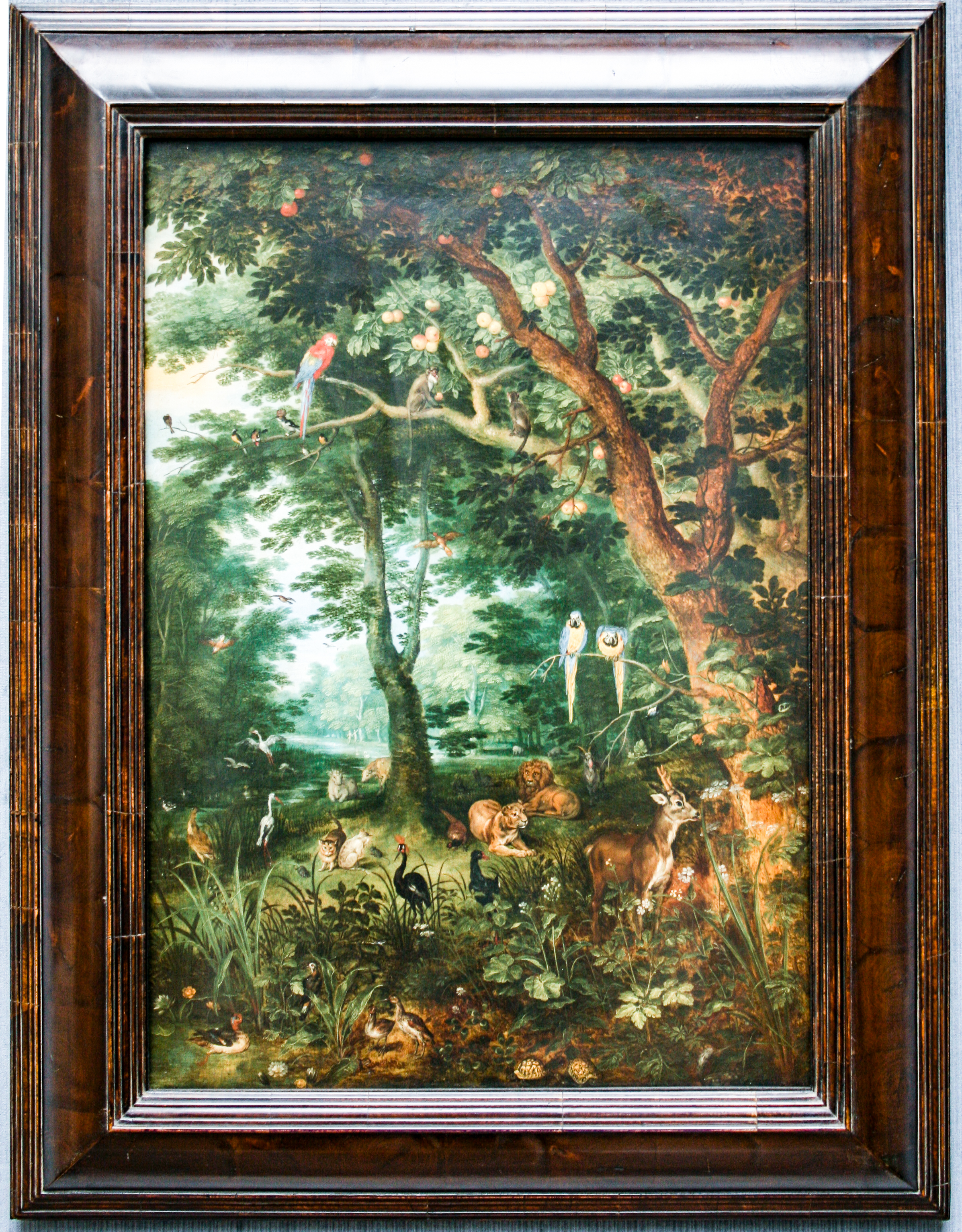
Brueghel – A paradicsom (berlini változat)

Ez volt az első európai festménygyűjtemény, amely a kezdetektől fogva szigorúan művészettörténeti alapon szerveződött. Már 1797-ben kezdeményezte Aloys Hirt régész egy olyan gyűjtemény megalapítását, ami a reprezentatív uralkodói kollekcióktól eltérően tudományos alapokon és rendszerben épült volna fel. A javaslat élénk visszhangra talált és azt erősen támogatta Karl Friedrich Schinkel építész és Carl Friedrich von Rumohr. Hirttől eltérően azonban azt vallották, hogy a gyűjteménynek elsősorban a művészet örömét kell közvetíteni a látogatók felét, és csak ezt követően szolgálhat tudományos célokat.
III. Frigyes Vilmos porosz király erősen támogatta a kezdeményezést és felajánlott a saját gyűjteményéből számos tárgyat erre a célra. Hirt első közelítésben kiválasztott a királyi gyűjteményből 605 képet a tervezett múzeum számára. A napóleoni koalíciós háborúk lezárása után számos további műkincs tért vissza Poroszországba a franciák által elhurcolt zsákmányból, és ezek közül Hirt tovább 113 képet jelölt ki. Bár ezek a képek magas művészi színvonalat képviseltek, a gyűjtemény még nem volt alkalmas arra, hogy egy múzeum tudományosan felépített kollekciója legyen és enciklopédikus áttekintést nyújtson az európai festészet fejlődéséről. Ez utóbbi cél érdekében számos vásárlásra is szükség volt.
1815-ben az egyébként fukarság hírében álló III. Frigyes Vilmos Párizsban felfedezte, hogy a híres Giustiniani-gyűjtemény 155 darab, főleg korai itáliai barokk alkotás eladósorba került, és több mint félmillió frankért megvásárolta azokat, sőt további vásárlásokat is eszközölt. Ezeket a képeket eredetileg a saját királyi gyűjteményébe szánta, de 1816-ban nyilvánosan bemutatta őket Berlinben, és ezt követően felerősödtek azok a hangok a közvéleményben, hogy ezeknek a helye is inkább az új múzeumban lenne.
A múzeum számára kijelölt és vásárolt képek számának növekedése mellett megkezdődött az épület tervezése is. Karl Friedrich Schinkel koncepcióját egy múzeumépületre általános tetszés fogadta, és 1823-ban döntés született az új múzeumépület megépítéséről, amely épület ma az Altes Museum nevet viseli. Párhuzamosan folytatódott a szakértők közötti vita a leendő gyűjtemény koncepciójáról, a kiállítandó képekről. Az éles viták nyomán a szakértői közösség felbomlott és 1829-ben új bizottságot hoztak létre Wilhelm von Humboldt elnökletével. A képek válogatásának fő felelőse Gustav Friedrich Waagen lett.
1830. augusztus 3-án a múzeumot „Új Múzeum” néven nyitották meg, és röviddel ezután „Királyi Múzeum”-ra keresztelték. A festménygyűjtemény akkoriban 1198 festményből állt, amelyeket a Schinkel múzeumépületének felső szintjén állítottak ki. A kiállított festmények közül 378 a korábban számos kastélyban szétszórt Királyi Gyűjteményből, 677 kép a Solly-gyűjteményből, 76 kép a Giustiniani-gyűjteményből, a többi pedig egyéb beszerzésekből származott. A képeket három részre osztva mutatták be, amelyek a következőképpen osztályozhatók:
- Itáliai iskolák és a hozzájuk kapcsolódó irányzatok. Az akadémikusok.
- A holland és a német iskolák.
- Régiségek és művészettörténeti érdekességek.[13]

Míg az első két rész a festészeti iskolák történeti kontextusát követte a keletkezési idejük szerint, addig a harmadik rész azokat a műveket tartalmazta, amelyeket különféle, többnyire esztétikai vagy erkölcsi okok miatt különválasztottak, és csak kiválasztott látogatók számára tettek hozzáférhetővé.
A múzeumba a belépés ingyenes volt, de kezdetben előzetes regisztrációhoz kötötték.

### Az első igazgató, Gustav Friedrich Waagen korszaka
Már a megnyitás után világossá vált, hogy a múzeumnak nyitottnak kell lennie további beszerzésekre. Wilhelm von Humboldt szorgalmazta, hogy a gyűjteményben meglévő hézagok betöltésére évi keretet biztosítsanak. A király évi 20 000 tallér költségvetést hagyott jóvá, amelyből azonban 1000 tallér a fenntartási költségekre ment el. Ez a költségvetés lényegében 1872-ig érvényben maradt, de alkalmanként kiegészítették a fontos alkotások beszerzésének külön támogatásával. Ennek ellenére a gyűjtési tevékenység stagnált. A költségvetést egyrészt az egész múzeumra szánták, vagyis a földszinten található régiségosztályra is, másrészt más költségeket is ki kellett vele fizetni, mint például életjáradékot olyan személyek számára, akik haláluk utánra felajánlották gyűjteményüket a múzeumnak. Gyakran azonban ezeknek a gyűjteményeknek a tényleges értéke végül elmaradta kifizetett életjáradék összegétől. További akadályt jelentett, hogy az 1000 tallért meghaladó vásárlásokat az uralkodónak is jóvá kellett hagynia. Hogy mégis folytathassák a beszerzéseket, a múzeum többször hiteleket vett el, amiket később a költségvetéséből vissza kellett fizetni. Az első ilyen jellegű kölcsönt 1832-ben vették fel Tiziano Lány gyümölcstállal című műve és egy oltárkép megvásárlására.
Waagen igazgatóként sokat küzdött a felettes állami hivatalok bürokratizmusa és inkompetenciája ellen. A festménygyűjtemény fejlesztése nagy nehézségekbe ütközött. A kor szokásainak megfelelően nagy összegeket adtak ki antik szobrok gipszöntvényeinek elkészítésére, amik aztán később múzeumi szempontból értéktelennek bizonyultak. A nemzetközi műkincspiac gyorsan fejlődött, árai lendületesen emelkedtek, és a galéria rendelkezésére álló összegek eltörpültek a magánbefektetők pénzeszközei mellett. A művészettörténészek továbbá ekkoriban még gyakran nem tudták pontosan megállapítani egy-egy mű szerzőjét.
Waagen 1841-ben itáliai beszerző körútra indult, hogy a nemzetközi aukciók helyett ott helyben próbáljon meg beszerezni értékes műveket a templomokból, főúri gyűjteményekből. A művészetek iránt nagy érdeklődést mutató ifjú IV. Frigyes Vilmos porosz király százezer márkát biztosított számára e célra. Az igazgatónak sikerült is megvennie Fra Bartolomeo, Domenico Veneziano, Lorenzo Lotto, Giovanni Battista Moroni, Palma Vecchio, Raffael, Jacopo Tintoretto, Tiziano és Paolo Veronese egy sor alkotását. Választásaival azonban otthon nem aratott egyértelmű sikert, sokan kétségbe vonták szakértelmét, és a későbbiekben ezért a beszerző tevékenység újabb korlátokba ütközött.
Egészében véve Waagen hivatali ideje alatt a gyűjtemény több mint 400 új képpel gazdagodott. Az itáliai mesterek mellett ezek közül az utókor a legnagyobbra az olyan régi holland festők műveit értékeli, mint Dieric Bouts, Petrus Christus, Joos van Cleve, Jan Gossaert, Hans Memling és Rogier van der Weyden.

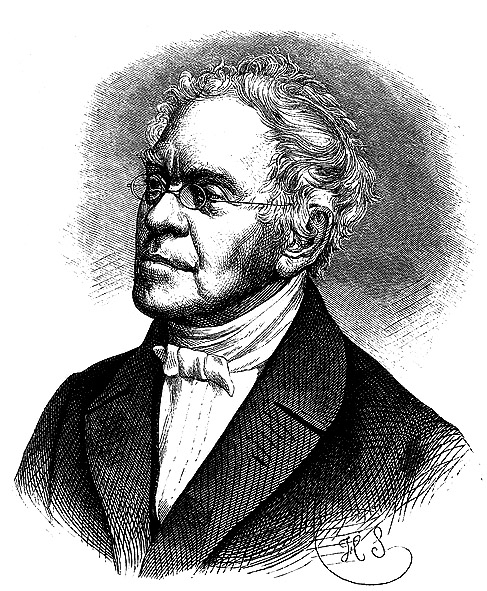
Gustav Friedrich Waagen, a Gemäldegalerie első igazgatója
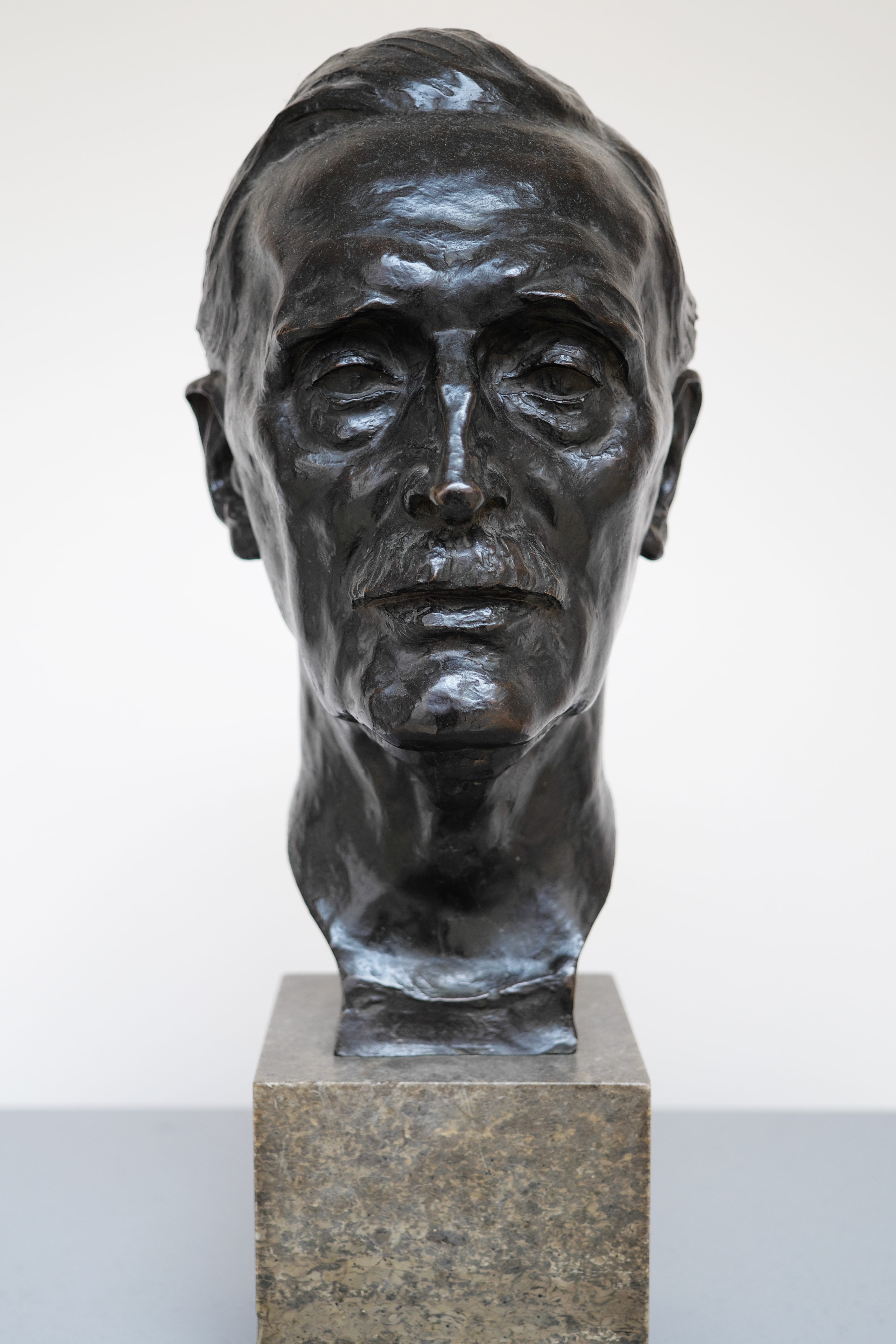
Wilhelm von Bode bronzszobra a Gemäldegalerie előcsarnokában. Bode az intézmény máig legjelentősebb igazgatójának számít
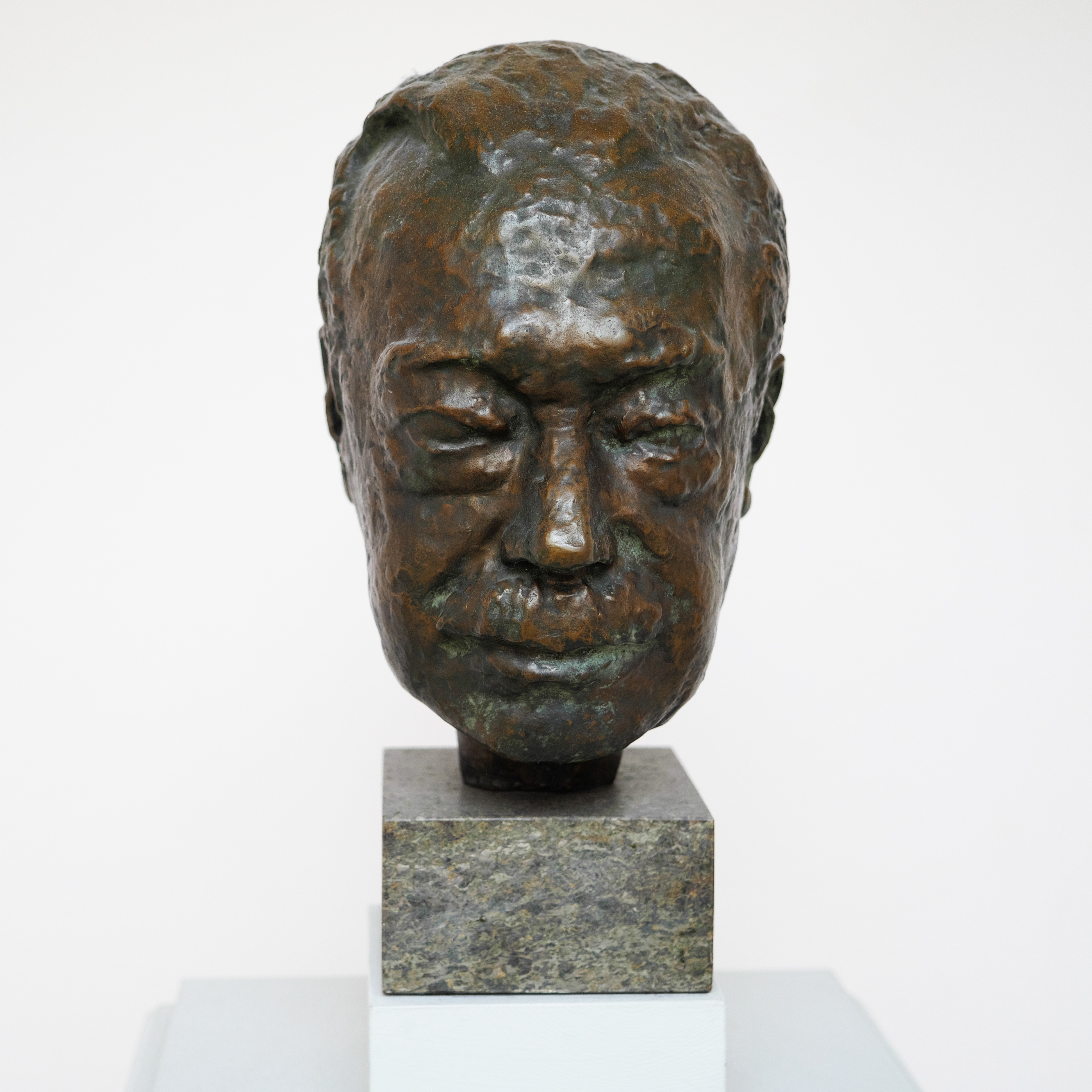
James Simon, a berlini múzeumok mindmáig legjelentősebb mecénása

### A német egység létrejöttétől 1904-ig

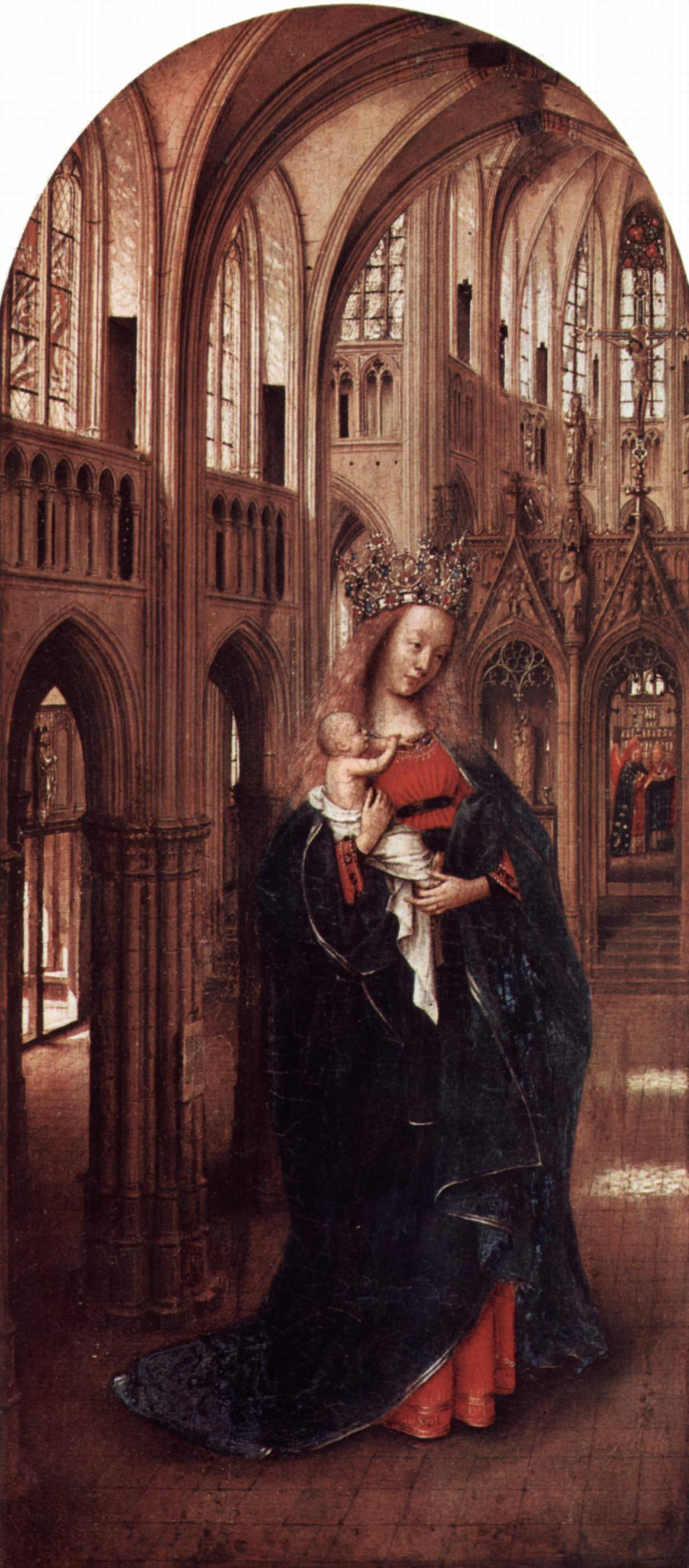
Jan van Eyck: Madonna in der Kirche – a Suermondt-gyűjteményből

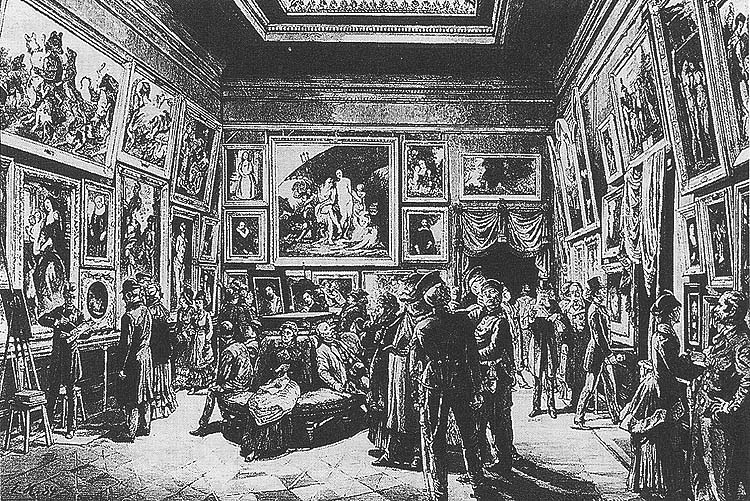
A 17. század holland és flamand műveinek terme az Altes Museumban egy 1884-es metszeten. A zsúfoltság részben korabeli szokás, részben kényszerűség volt

A 19. század hetvenes éveitől Berlin, az addigi kis porosz királyság fővárosa a Német Birodalom császárának székvárosa lett, és igyekezett minden szempontból konkurálni a nagy európai fővárosokkal, különösen Párizzsal és Londonnal. A berlini képtár is versenyhelyzetbe került a londoni National Galleryvel, a párizsi Louvre-ral, a szentpétervári cári udvarral, de a frankfurti Städel Museummal is. A műkincspiac is sokat változott. A tőkés fejlődés fellendülésével hatalmas nagypolgári vagyonok jöttek létre, és az új gazdagok közül sokan nagy összegeket voltak hajlandók áldozni személyes festménygyűjteményükre is, ami korábban elképzelhetetlen magasságokba lökte az árakat. Másik oldalon viszont ezek a nagy árak megmozgatták a régi nemesi gyűjtemények tulajdonosait, akik hajlandóak lettek megválni műkincseik egy részétől.
Ekkoriban került a múzeum élére Julius Meyer művészettörténész és asszisztense Wilhelm von Bode. Mindketten elsőrendű feladatuknak tartották, hogy mielőbb befoldozzák a gyűjtemény hiányosságait, és abban is egyetértettek, hogy a jelentős művek beszerzésére kell törekedni a sok középszerű alkotás helyett. 1872-73-ban újabb bevásárló körutat tettek Itáliában, azonban csalódás érte őket. A műkincsek külföldre áramlása az megelőző évtizedekben olyan méreteket öltött, ami az olasz közvéleményt a külföldi vásárlók ellen hangolta, így nem sikerült megszerezniük néhány fontos oltárképet a templomokból. Magánszemélyektől lehetségesek maradtak a vásárlások, ezek azonban gyakran évekig elhúzódtak. A műkereskedők pedig általában nem rendelkeztek a kívánt minőségű alkotásokkal. Végül azonban mégis sikerült néhány igen jó képet megszerezniük olyan alkotóktól, mint Luca Signorelli, Giovanni Battista Tiepolo, Jacopo Tintoretto és Andrea del Verrocchio.
Meyer és Bode Berlinbe visszatérve úgy határoztak, hogy széles európai műkereskedő ügynöki hálózatot építenek ki, ami lehetővé teszi majd a múzeum számára, hogy időben felfigyeljenek a piacra kerülő értékes alkotásokra. Ez a gyakorlat aztán lehetővé tette, hogy a következő években számos értékes alkotást vásároljanak, igaz, nagyon magas áron.
1874-ben lehetőség nyílt arra, hogy a nehéz pénzügyi helyzetbe került Barthold Suermondt aacheni gyáros gyűjteményét megszerezzék, ami a régi észak-európai mesterek legnagyobb németországi gyűjteményének számított. Bár Bode az egész gyűjtemény árát magasnak tartotta és inkább egyes képekre alkudott volna, hosszas tárgyalások után végül 350 000 tallérért az egész felkínált anyagot, köztük Jan van Eyck, Jan Vermeer van Delft Frans Hals, ifj. Hans Holbein, Peter Paul Rubens és Jan Steen műveit, megvásárolta az állam. A gyűjteményben szerepeltek a spanyol festészet jelentős alkotásai is, ami addig fehér folt volt, de bizonyos fokig azóta is kevéssé van jelen a Gemäldegalerieben.
Bode szenvedélyes gyűjtővé vált a múzeum szolgálatában és sikerült is jelentősen fejlesztenie a gyűjteményt mind mennyiségileg, mind minőségileg, így a Gemäldegalerie az európai festészet nemzetközileg is jelentős intézményévé vált. Munkája elismeréseképpen ő lett 1890-ben a képtár és a szoborgyűjtemény igazgatója. A képek szaporodása azonban gyorsan oda vezetett, hogy azokat már nem lehetett megfelelő módon kiállítani, nem fértek el a falakon. Bode legfontosabb feladatát abban látta, hogy bővítse a kiállítóteret. Már a hetvenes évektől kísérleteztek azzal, hogy a bővítsék az Altes Museum kiállítóterét, de ezek a szükségmegoldások nem lehettek elegendők. Hosszabb távon mindenképpen új épületre volt szükség, amint azt Karl Georg Ludwig Guido von Usedom, a királyi múzeumok főigazgatója is felvetette. 1880-tól már komoly tervező munka indult meg. Bode koncepciója az volt, hogy az új épületben majd együtt kell bemutatni egy-egy kor festményeit, szobrait, berendezési tárgyait. Ezt az elképzelést azonban sokan erősen vitatták. 1896-ban azonban Viktória német császárné felkérésére Bode berendezhette a saját koncepciója szerint a császárnő saját műgyűjteményét a Schloss Friedrichshofban, és ezzel nagy sikert aratott. Így sikerült elnyernie a császár támogatását az új múzeum felépítésére a saját koncepciói szerint, ami 1904-ben nyílt meg Kaiser-Friedrich-Museum néven, és ma a Bode Múzeum nevet viseli. It is, mint az összes királyi múzeumban, csak két heti két hétköznapon szedtek belépődíjat 50 pfennig értékben.

### Magángyűjtők és mecénások támogatása
Bode aktívan és tehetségesen építette kapcsolatait a németországi és külföldi nagy műgyűjtőkkel, mecénásokkal annak érdekében, hogy azok – amint azt már komoly külföldi példák mutatták − perspektívában részt vegyenek a múzeum anyagának fejlesztésében adományok, alapítványok, tartós kölcsönzések révén. '897-ben megalakult a pártolókból megalakult a múzeum barátainak köre (Kaiser Friedrich-Museums-Verein). Ezek a törekvések hoztak némi sikereket, de messze nem az által remélt mértékben. Fontos kivétel volt James Simon iparmágnás, aki igen jelentős műveket adott át alapítványi formában a berlini múzeumok számára. 1919-ben azonban a vesztes világháború után ő is súlyos anyagi nehézségekkel találta magát szemben, és kénytelen volt gyűjteményének egy részét nemzetközi árverésre bocsátani. Elsősorban a holland festészet aranykorának műveiről, Rembrandt, Frans Hals és Jan Vermeer van Delft alkotásairól volt szó, amelyek közül például a Hölgy és szolgálója ma a New York-i Frick-gyűjtemény büszkesége.

### A Kaiser-Friedrich-Museum és a Deutsches Museum 1939-ig
A Kaiser-Friedrich Múzeum 1904-es megnyitásával a gyűjtemény bemutatását teljesen újjá lehetett szervezni. Általában véve a festményeket a felső, a szobrokat az alsó szinten helyezték el. Azonban egyes témákban, mint például a quattrocento, az egy korszakból származó, különböző műfajú alkotásokat, festményeket, szobrokat, bútorokat egy teremben mutatták be. Ez az újítás nagy nemzetközi sikert aratott, hatására az észak-amerikai múzeumokban is elkezdtek ilyen termeket berendezni („period rooms”). 
A folyamatos gyűjtőtevékenység miatt azonban a helyhiány csak átmenetileg enyhült. Továbbra is csak a gyűjtemény egy részét lehetett kiállítani. Már 1910-ben megkezdték a Deutsches Múzeum tervezését, amit a német műalkotások bemutatására szántak. A leendő múzeum céljaira intenzív gyűjtőmunkába kezdtek specifikusan a német művek körében.  
Az első világháború idején a gyűjtőtevékenység természetesen visszaesett. A versailles-i békeszerződés értelmében néhány belga vonatkozású műkincset, Jan van Eyck és Dieric Bouts alkotásait át kellett adni Belgiumnak.
A Deutsches Museum 1930-ban nyílt meg. A második világháború elején, 1939-ben a Múzeum-sziget összes múzeuma bezárt.

### A második világháború veszteségei
A második világháború elején a múzeum festményeit, először az épület pincéjében, majd az első szövetséges légitámadások után 1659 darabot a Berlinben épített légvédelmi bunker-tornyok egyikében, Friedrichshainban helyezték el. A szovjet csapatok közeledtével a gyűjtemény nagy részét tovább szállították és bányákban rejtették el. Berlinben a későbbi kutatások szerint a régi mesterek 434 festménye maradt, főleg nagy méretűek. A berlini harcok során a szovjet csapatok a raktárakat feltörték,napokig nyitva állt, majd május 6-án tűz is keletkezett ott. Nem ismeretes, hogy a műkincsek mekkora része került a Szovjetunióba és mekkora része égett el. A Bode Múzeumnak ugyancsak a friedrichshaini bunkerben elhelyezett szobrai közül 59 darab 2016-ban a moszkvai Puskin Múzeumban tűnt fel. Eltűnt továbbá 118 festmény, amelyek a háború elején más intézményekben volt kölcsönben, ezeket a szövetségesek lefoglalták és nagy részüket elárverezték. A múzeum pincéjében maradt mintegy 1000 kép túlélte a háborút, ezek közül a Szovjetunió 200-at hadizsákmányként elszállított. 

### A háború után

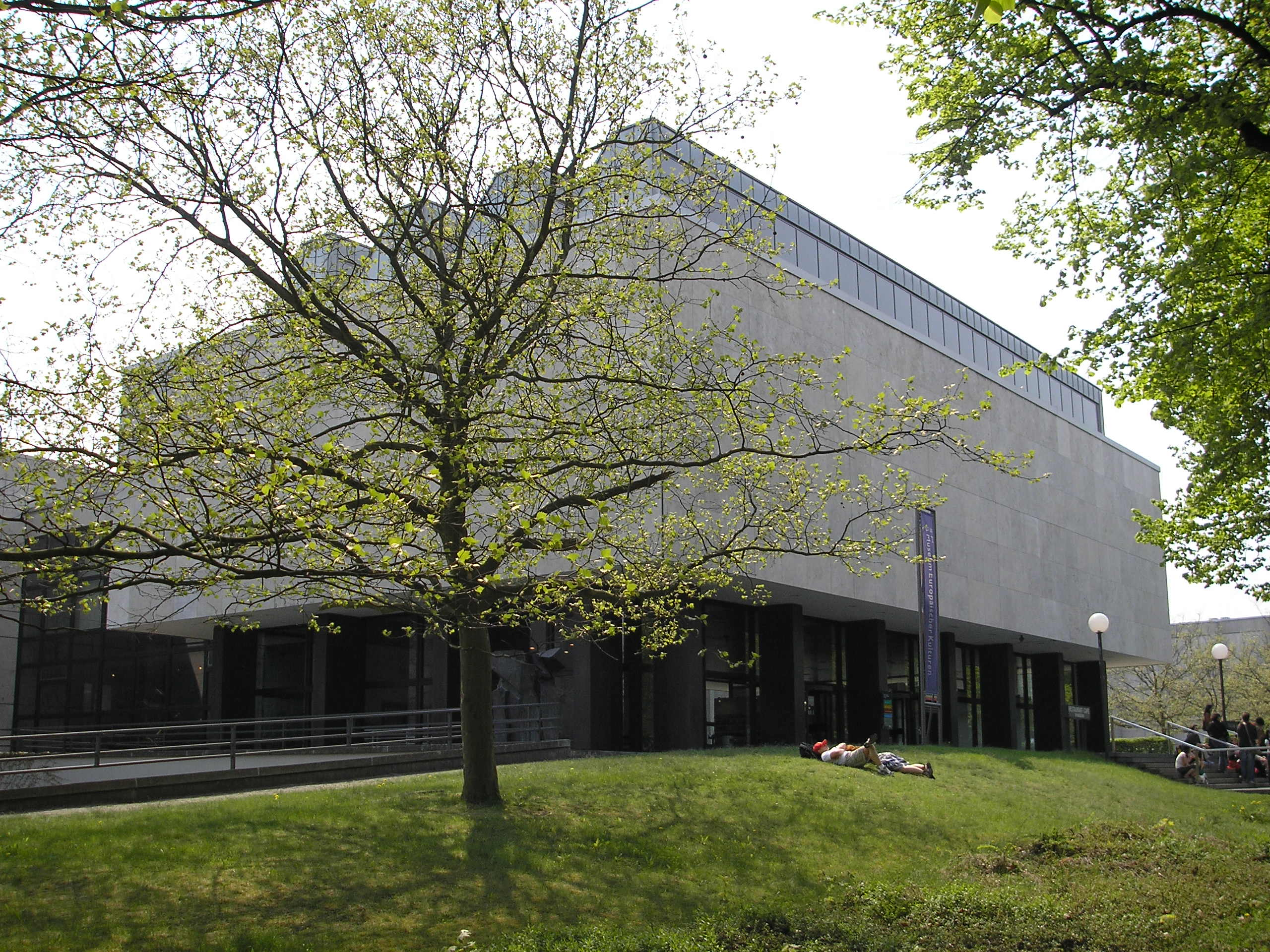
A Nyugat-Berlinben 1970-ben kialakított múzeumi komplexum

A háború után az NDK-ban a Deutsches Museum súlyos károkat szenvedett épületét részleges helyreállítás után csak múzeumi raktárnak használták, a német újraegyesítés után pedig a Pergamonmuseum északi szárnya lett. A keleti oldalon maradt festményeket hely hiányában nem lehetett kiállítani, csak állagmegóvási, restaurálási munkák folytak, illetve kisebb kiállításokat rendeztek az anyagból. 1958-ban 230 képet a Szovjetunió más kincsekkel együtt visszajuttatott, és nagy kiállítás keretében bemutatták azokat, de kiállítóhely hiányában ezután azok újra raktárba kerültek. Csak 1963-ban térhetett vissza a galéria korábbi helyére, a Kaiser Friedrich-Museumba, amit akkorra Bode Múzeumnak neveztek át. Kezdetben tíz helyiségben 91 képet tudtak bemutatni, majd fokozatosan nőtt a bemutatható képek száma. 1987-ben Berlin 750 éves jubileumára már 26 helyiség állt a képtár rendelkezésére, és számos, már régen világhírű alkotást is újra be tudtak mutatni. Újra megindult a gyűjtőmunka is, és a galéria a német újraegyesítésig mintegy 100 értékes alkotással gazdagodott, köztük Jan van Bijlert, Francesco Botticini, Giovanni Cariani, Thomas Gainsborough és Jean-Marc Nattier műveivel.
A nyugati oldalon maradt képekből először 1950-ben tudtak bemutatni egy 149 festményből álló válogatást. Némi vita után a Nyugat-Németország más tartományaiba került képeket is Nyugat-Berlinbe vitték, és 1956-tól egy helyreállított múzeumi épületben kiállították a gyűjtemény „nyugati” részét. 1970-re elkészült egy modern múzeumi komplexum, amiben helyet kaphatott a Gemäldegalerie összes, 1225 darab Nyugaton maradt képe. Itt is folytatódott a gyűjtőmunka, csak a nemzetközi műkincspiacon kereken 100 képet szereztek be, ehhez jöttek még a múzeum barátainak egyesülete által beszerzett alkotások, valamint magánszemélyek festményeinek tartós letétbe helyezése.

### A német újraegyesítés után
Németország újraegyesítése folyamatával párhuzamosan, már 1989-ben megindult a vita a Gemäldegalerie keleti és nyugati képeinek újraegyesítéséről és az egységes gyűjtemény méltó elhelyezéséről. Emellett részletes leltárt is készítettek a meglévő, illetve a háború előtt, annak során és utána elveszett művekről. 19 alkotásról kimutatták, hogy a Szovjetunióba kerültek, de azokat nem adták vissza 1958-ban a többi 230 képpel. Sok más képről megtudták, hogy azok magántulajdonba vagy más múzeumokba kerültek. A leltározás teljes eredményét 1996-ban tették közzé.
Az egységes gyűjtemény 1998-ban került jelenlegi (2023) helyére, de a viták folytatódtak: van olyan álláspont, miszerint a Gemäldegalerie végleges helye egy további új épületben a Múzeum-szigeten lenne.

### A gyűjtemény

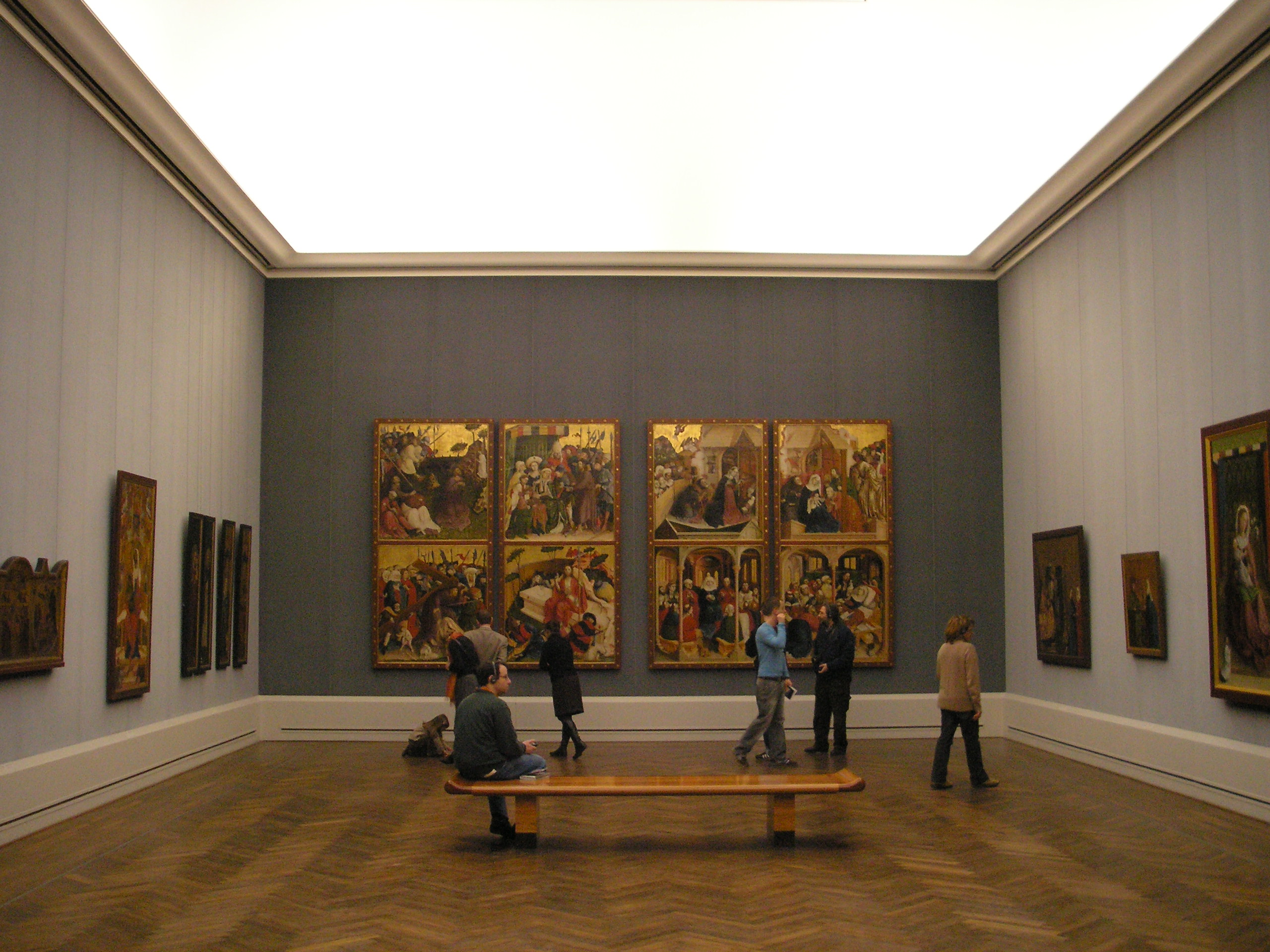
Az I. terem a legkorábbi német festményekkel

A Gemäldegalerie 2020 körül mintegy 3500 festményt őrzött, ezek közül 2900 volt saját tulajdonban, a többieket letétben helyezték el ott, ezeket tíz részlegben kezelik és mutatják be.

#### Német festészet, 13–16. század
Ez a gyűjtemény világviszonylatban is kiemelkedő, szinte hézagmentes bemutatója a korai német festészetnek, kiterjed minden stílusirányzatra és iskolára. Az állomány legértékesebb darabjai közé tartoznak Hans Multscher munkái, Konrad Witz két képe, Martin Schongauer festménye,  idősebb Hans Holbein két képe, Albrecht Dürer, Albrecht Altdorfer és Hans Baldung hét-hét festménye, idősebb Lucas Cranach 22 képe és ifjabb Hans Holbein öt alkotása.

#### Német festészet, 17–18. század
Ennek a korszaknak a bemutatása részben átfedésben van az Alte Nationalgalerie állományával, ezért nem is olyan átfogó, mint a legrégebbi német festők részlege. Mégis igen jelentős művek láthatók itt, köztük Daniel Chodowiecki, Christian Wilhelm Ernst Dietrich, Johann Georg Edlinger, Adam Elsheimer, Anton Graff, Angelika Kauffmann, Christian Bernhardt Rode és Johann Rottenhammer művei.
Szervezési okokból ebben a részlegben tekinthetők meg korabeli osztrák és svájci alkotók művei is.

#### Németalföldi festészet, 14–16. század

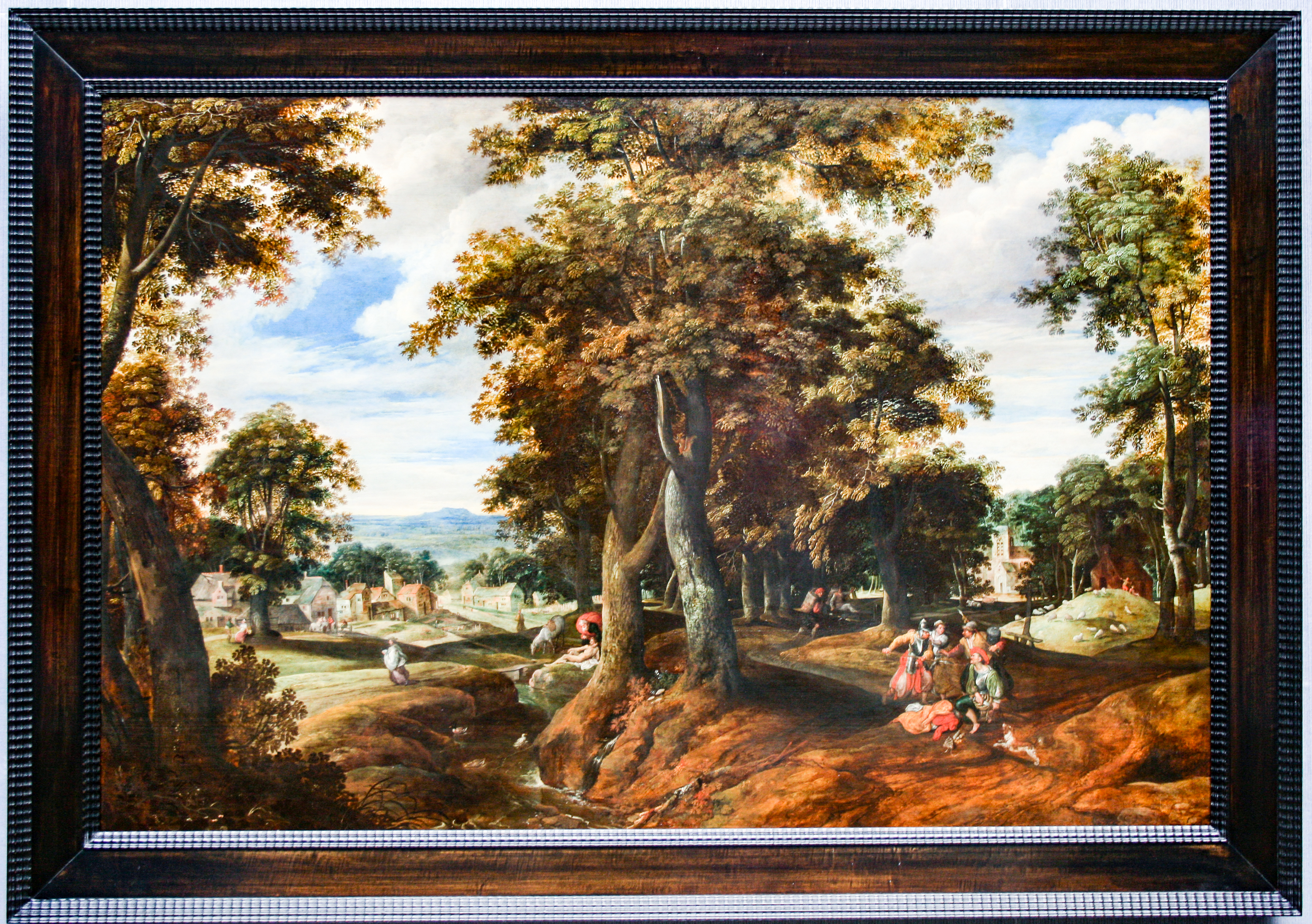
Cornelis Molenaer – Tájkép a jó szamaritánussal

Ezen a  területen a berlini gyűjtemény a legjelentősebbek közé tartozik a világon. Csaknem hiánytalan áttekintést nyújt a kezdetektől a reneszánsz koráig, bemutatja a legfontosabb mesterek számos főművét. A kezdetet Jan van Eyck három olyan műve jelzi, amelyek a legjobbjai közé tartoznak. A téma zárását Petrus Christus négy képe, Robert Campin két festménye és tanítványainak, Jacques Daret és Rogier van der Weyden alkotásai adják. Utóbbi mester egyetlen más gyűjteményben sincs annyira jelen, mint Berlinben. Itt található Albert van Ouwater egyetlen vitathatatlan alkotása, valamint Dieric Bouts, Gerard David és Geertgen tot Sint Jans, két-két képe, Hugo van der Goes és Hans Memling három-három műve, Jan Gossaert hat alkotása és további  Pieter Bruegel további két festménye. Ezekhez csatlakoznak Hieronymus Bosch, Lucas van Leyden, Quinten Massys, Marinus van Reymerswaele művei.

#### Flamand festészet, 17. század
A részleg középpontjában Peter Paul Rubens áll tizenhét, Anthony van Dyck hét, Jacob Jordaens három és ifj. David Teniers nyolc képével. E mag köré csoportosul még több mint 200 kép, amelyek részletes áttekintést nyújtanak a korabeli flamand festészetről, köztük Adriaen Brouwer, id. Jan Brueghel, ifj. Jan Brueghel, Pieter Brueghel, Gonzales Coques, Jan Fyt, Jan Davidsz. de Heem és Frans Snyders művei.

#### Holland festészet, 17. század
Ez a részleg a holland festészet aranykoráról nyújt áttekintést. A középpontban Rembrandt művei állnak, amelyekből a múzeumban tizenhat elismert alkotás található, ami egyike a világ legnagyobb Rembrandt-gyűjteményeinek. Emellett megtekinthetők követőinek és környezetének alkotásai is, úgy is mint Gerrit Dou, Govert Flinck, Aert de Gelder és Philips Koninck festményei. A jelentősebb munkákkal bemutatott festők között van még Willem van Aelst, Jan Asselijn, Nicolaes Pietersz. Berchem, Gerard Terborch, Hendrick ter Brugghen, Pieter Claesz, Aelbert Cuyp, Jan van Goyen, Frans Hals, Gerard van Honthorst, Pieter de Hooch, Willem Kalf, Pieter Lastman, Adriaen van Ostade, Isack van Ostade, Paulus Potter, Jacob van Ruisdael und Jan Steen, Jan Vermeer és Emanuel de Witte.

#### Olasz festészet, 13–16. század

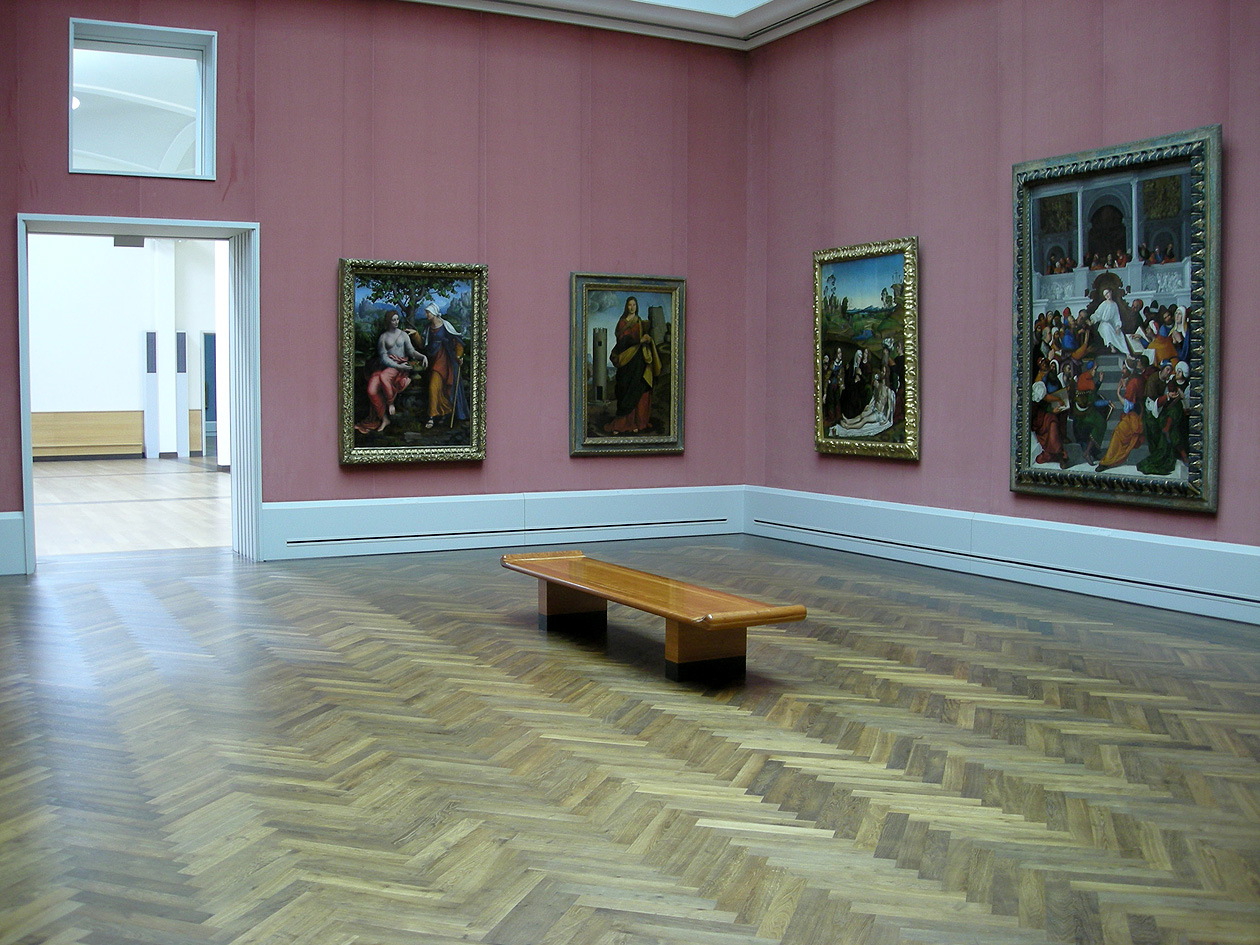
A XVII. terem belső képe az itáliai érett reneszánsz nagyformátumú képeivel

Ez a részleg a legnagyobb a múzeumban. A trecento (1300-as évek) gyűjteményének elején Giotto di Bondone kevés sajátkezű műve közül két táblakép látható, amelyeket Maso di Banco, Agnolo Gaddi, Taddeo Gaddi, Lippo Memmi, Bernardo Daddi, Pietro Lorenzetti, Simone Martini, Lorenzo Monaco és Gentile da Fabriano jelentős képei követnek. A Quattrocento bemutatását Masaccio egyedi tábláinak legnagyobb gyűjteménye vezeti be. Ezután Piero della Francesca egy képe, Fra Angelico öt festménye, Domenico Veneziano két műve, Antonio del Pollaiuolo egy, és testvérének, Piero del Pollaiuolonak két képe következik. Fra Filippo Lippi három, fia, Filippino Lippi szintén három, Sandro Botticelli három, Luca Signorelli négy, Giovanni Bellini hét,Domenico Ghirlandaio kettő, Andrea Mantegna három képpel képviselteti magát. Ezután Gentile Bellini, Piero di Cosimo, Antonello da Messina képei következnek, valamint Andrea del Verrocchio kevés nem vitatott alkotása közül egy. A cinquecento, az 1500-as évek gyűjteménye Giorgione, Tizian, Palma Vecchio, Lorenzo Lotto, Sebastiano del Piombo, Agnolo Bronzino, Paris Bordone, Paolo Veronese, Jacopo Tintoretto, Giovanni Battista Moroni, Antonio da Correggio és Parmigianino alkotásait mutatja be.

#### Olasz festészet, 17–18. század
Jóval kevésbé teljes a következő itáliai korszak festészetének bemutatása, azonban itt is találhatók kiemelkedő alkotások.  A Carracci család, köztük Annibale Carracci több műve mellett láthatók itt Jacopo Amigoni, Pompeo Batoni, Canaletto, Caravaggio, Giuseppe Maria Crespi, Carlo Dolci, Orazio Gentileschi, Luca Giordano, Giovanni Antonio Guardi, Francesco Guardi,  Sebastiano Ricci, Guercino, Giovanni Battista Pittoni, Giovanni Battista Tiepolo és Giovanni Domenico Tiepolo művei is.

#### Spanyol festészet, 15–18. század

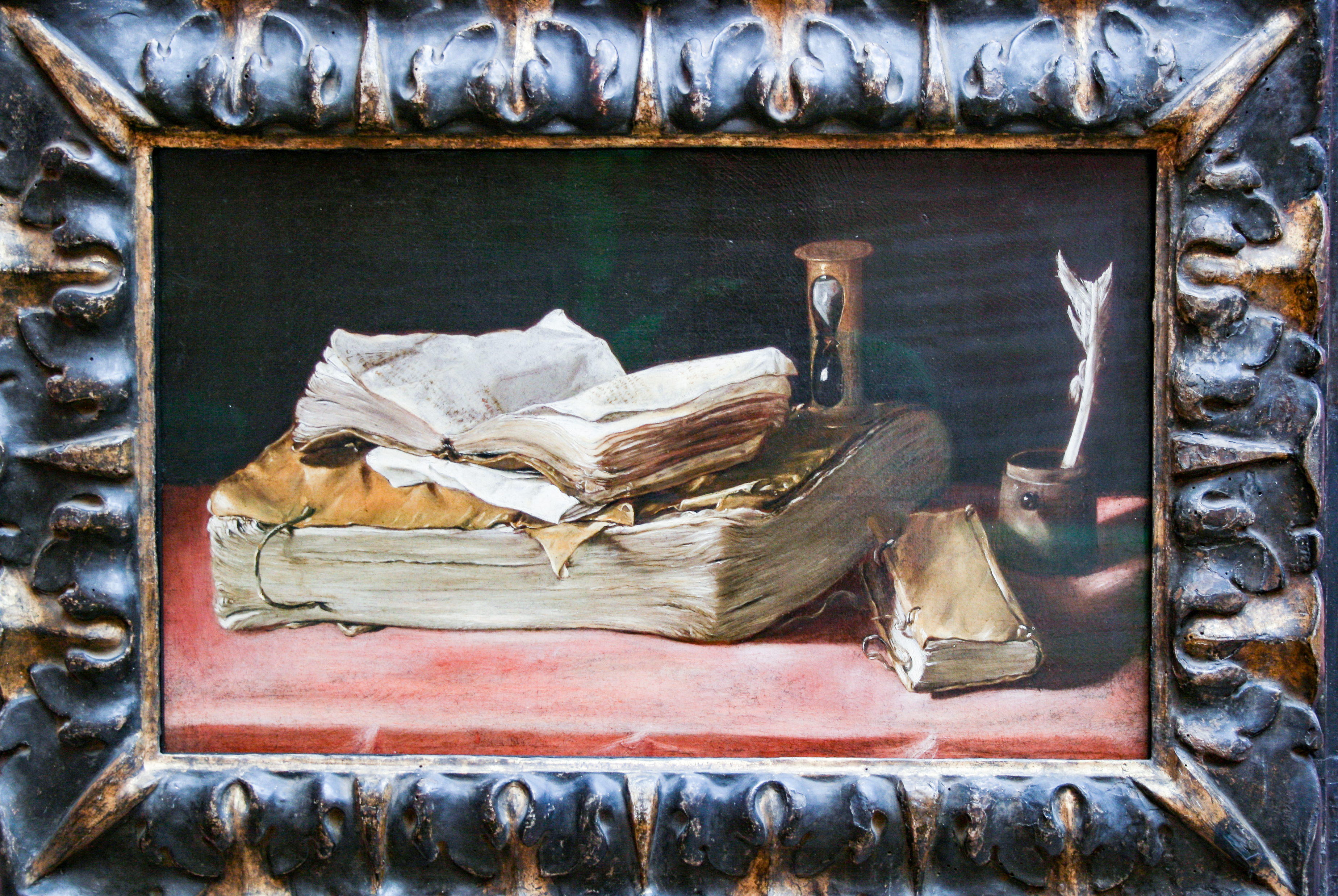
Csendélet könyvekkel (Madridi iskola)

Számszerűleg a múzeum spanyol gyűjteménye a legnagyobbak közé tartozik Németországban, azonban nagy részük másod- vagy harmadrendű alkotás, ezért közülük csak kevés képet mutatnak be a termekben. A bemutatott jelentős festmények közé tartoznak Bartolomé Bermejo, Pedro Berruguete, Bartolomé Esteban Murillo, Luis de Morales, Diego Velázquez und Francisco de Zurbarán munkái. A korai spanyol festészet néhány alkotása 2006 óta a Bode Múzeum szoborgyűjteményében van kiállítva. A nem kiállított művek néhány kivételtől eltekintve (Francisco de Goya egy vázlata, Alonso Cano és Mateo Cerezo néhány munkája) ismeretlen festők művei és tanulmányok.

#### Francia festészet, 15–18. század
A francia részleg kis áttekintést nyújt a régi francia mesterek munkásságáról, egész sor kiemelkedő alkotással, mint Simon Marmion és Jean Fouquet képei. Itt látható Georges de La Tour egyetlen, németországi nyilvános gyűjteményben található műve, továbbá Jean-Baptiste Greuze, Nicolas de Largillière, Eustache Le Sueur, Claude Lorrain, Jean Baptiste Chardin, Nicolas Poussin, Antoine Watteau, Antoine Pesne, Hubert Robert és François Boucher művei.

#### Angol festészet, 18. század
Bár az angol festészet részlege a képtár legkisebb egysége, mégis ez a legtekintélyesebb ilyen gyűjtemény Németországban. Központjában öt kép áll Thomas Gainsborough munkásságából, ezt követi többek között Joshua Reynolds három képe, John Hoppner és Henry Raeburn két-két festménye valamint Thomas Lawrence egy alkotása.

#### Kölcsön kapott és kihelyezett képek
A galéria saját képein kívül egy sor más intézményből és magánszemélytől megőrzésre és bemutatásra kapott nagy értékű festményt is kezel. Emellett saját gyűjteményének egy része a Bode Múzeumban van kiállítva, az ottani kiállításokhoz, szoborgyűjteményekhez tematikusan kapcsolódóan.

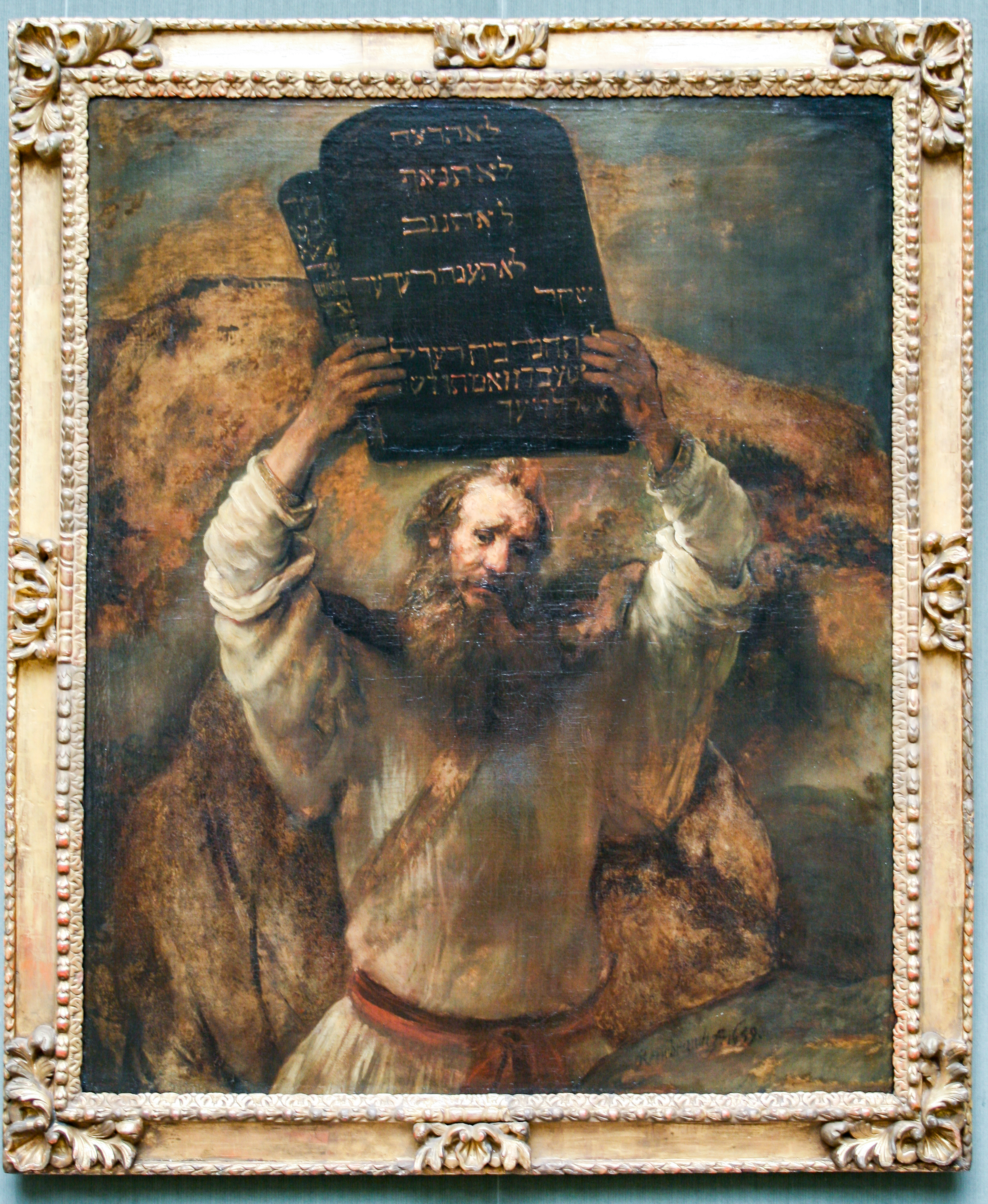
Rembrandt – Mózes összetöri a kőtáblákat

## Fordítás
- Ez a szócikk részben vagy egészben  a   Gemäldegalerie (Berlin) című német Wikipédia-szócikk ezen változatának fordításán alapul.  Az eredeti cikk szerkesztőit annak laptörténete sorolja fel. Ez a jelzés csupán a megfogalmazás eredetét és a szerzői jogokat jelzi, nem szolgál a cikkben szereplő információk forrásmegjelöléseként.